# Libor Spacek
Libor Spacek (přezdívka Lio, narozen jako Libor Špaček, * 17. ledna 1966, Rychnov nad Kněžnou) je český fotograf, kameraman, režisér a producent dokumentárních filmů zaměřených na ochranu přírody, zejména oceánů a mořského života.

## Kariéra

#### Fotografická tvorba
Libor Spacek se dlouhodobě věnuje fotografování a natáčení přírodních dokumentů s důrazem na podmořský svět. Jako potápěč a instruktor potápění rozšířil svou činnost na podvodní fotografii a filmovou tvorbu.
Je autorem fotografické kolekce Underwater Fine Art Nudes („Umělecké akty pod vodou“), složené převážně z černobílých snímků. Tato kolekce je prezentována v Čechách i v zahraničí. Další kolekce z podvodního světa je Underwater World („Podmořský svět“), která zachycuje mořské živočichy z různých koutů planety.

##### Filmová tvorba
V roce 2008 spoluzaložil projekt Útěk do přírody (Escape to Nature), zaměřený na tvorbu dokumentárních filmů o ochraně oceánů, korálových útesů a podmořského ekosystému. Několikrát byly epizody ze série "Útěky do přírody" odvysílány v České televizi na programu ČT2 a v zahraničních kanálech. Projekt zahrnuje také kolekci fotografií divoké přírody – od podmořského světa po džungle a letecké záběry z dronů.
V roce 2020 založil v Amsterdamu společnost Escape to Nature B.V., specializovanou na filmovou produkci a audiovizuální obsah pro televizní kanály, sociální média a reklamu.
Aktuálně pracuje na projektu Útěk do Pacifiku (Escape to Pacific), dlouhodobém dokumentárním seriálu zaměřeném na ochranu mořského ekosystému a udržitelnost korálových útesů pro budoucí generace. Na projektu se podílí mezinárodní tým odborníků – filmařů, mořských biologů a jachtařů, kteří společně stráví několik let na jeho realizaci.

## Další aktivity
Libor Spacek je operátor dronů k pořizování leteckých záběrů a jako jachtař se dostává na odlehlá a těžko dostupná místa a ostrovy.

## Ocenění a uznání
Fotografická kolekce Underwater Fine Art Nudes (Umělecký akt pod vodou) byla vystavena v několika galeriích v Čechách i v zahraničí. První samostatná výstava této kolekce proběhla v Galerii Louvre na Národní třídě v Praze, listopad/prosinec 2004.
Dokumentární filmy ze série Escape to Nature (Útěky do přírody) je prezentována na mnoha eventech, přednáškách a filmových festivalech, kde získala více než stovku mezinárodních ocenění.
Libor Spacek zasedl několikrát v porotě mezinárodních filmových festivalů:
- Zagreb Tourfilm Festival v Chorvatsku, 2019 a 2023[6]
- Cannes Corporate Media & TV Awards in Cannes, Francie, 2021[7]
- US International Film & Video Festival v Los Angeles, USA, 2019 a 2020[8]

## Filmy - režie, kamera, produkce
- 2017 Útěk na Kostariku[9] - trilogie: 1. Spojeni se zemí[10], 2. Příběh pralesa[11], 3. Volání oceánu[12] - dokumentární filmy - produkce Libor Spacek a Petra Doležalová (Escape to Nature), koprodukce Česká televize
- 2015 Útěk na Maledivy[13] - dokumentární film - produkce Libor Spacek a Petra Doležalová (Escape to Nature), koprodukce Česká televize
- 2015 Útěk na Papuu-Novou Guineu[14] - dokumentární film - produkce Libor Spacek a Petra Doležalová (Escape to Nature), koprodukce Česká televize
- 2014 Útěk na Vanuatu[15] - dokumentární film - produkce Libor Spacek a Petra Doležalová (Escape to Nature), koprodukce Česká televize
- 2013 Útěk na Svatou Lucii - dokumentární film - produkce Libor Spacek a Petra Doležalová (Escape to Nature)[16]
- 2012 Konec světa byl a bude[17] - dokumentární film Pavla Bezoušky - kamera Libor Spacek
- 2012 O lese a vodě[18] - krátký poetický dokument o Krkonoších - KRNAP - produkce Libor Spacek a Petra Doležalová (Escape to Nature)
- 2011 Útěk na Tahiti a jeho ostrovy[19] - dokumentární film - produkce Libor Spacek a Petra Doležalová (Escape to Nature)
- 2009 Útěk na Mauricius[20] - dokumentární film - produkce Libor Spacek a Petra Doležalová (Escape to Nature)